# ラヘイタ・スルタン国
ラヘイタ・スルタン国(Rehaytoまたは
Rahayta, Rahayto, Rehaito, Rahaito, Raheitah, Raheita)はかつてアフリカの角に位置した、アファール人のスルタン国。

## 地理
ラヘイタ・スルタン国は現在のエリトリア南部のデブバウィ・ケイバハリ地方からジブチ北東部のオボック州にかけて存在した。 

## 地名
ラヘイタ・スルタン国は現在のエリトリアに位置する村、ラヘイタに因んで名付けられた。

## 歴史

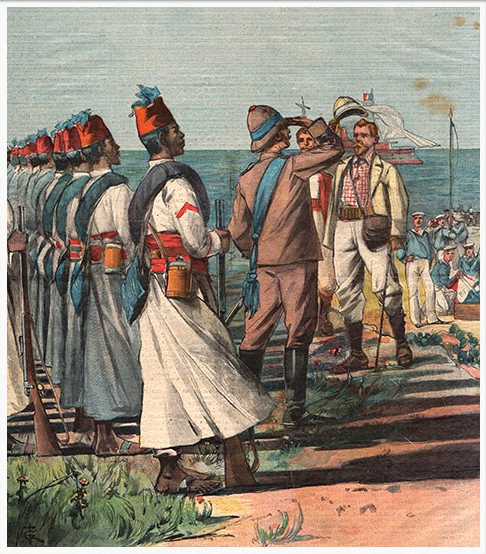
ラヘイタ事件 (1898年): フランスの砲艦スコルピオンがラヘイタの海岸に着岸した

口承によれば、ラヘイタ・スルタン国は1600年代にタジュラ・スルタン国から分離して誕生した。
1891年から1901年にかけて形成されたフランス領ソマリランドとイタリア領エリトリアの国境はラヘイタ・スルタン国を分断し、北部はイタリアに併合され、南部はフランスに委任された
ラヘイタ領の分割にもかかわらず、ラヘイタは少なくとも1910年までは同じスルタンの治世下にあった。その後、1934年から1943年までの間、2人のスルタンが存在したことはあまり知られていない。1945年以降は再び一人のスルタンの下に統治された。
1965年まで、スルタンへの俸給は支配が及ぶ2つの領土の住民から受け取る対価に加えて、放牧地の使用や様々な服務に対して支払われた。

### スルタンの一覧
ラヘイタのスルタン(ダルダル)の一覧。
1755年から1910年間、アダロム・ハマドの子孫である2つの分家、ディニとブルハンが交互にスルタンの称号を得ている。1910年から1936年までのスルタンの名前は不明である
- 1600年頃 : ギブディ・ハマド
- 1630年頃 : アブドゥリ
- 1660年頃 : カミル
- 1690年頃 : アダロム・ハマド
- 1705年頃 : ディニ・ビン・アダロム・ハマド
- 1755年頃 : ハマド・ビン・ブルハン・ビン・アダロム・ハマド
- 1755年頃 : ブルハン・ビン・ディニ
- 1780年頃 : ブルハン・サディク・ビン・ハマド
- 1815年頃 : マハンマド・ビン・ブルハン・ビン・ディニ
- 1839年 : マハンマド・ビン・ブルハン ・サディク
- 1862年-1863年 : ディニ・ビン・マハンマド
- 1863年-1884年10月20日 : ブルハン・アサ・ダルダル・ビン・マハンマド
- 1887-1910年 : フンマド・ビン・マハンマド・ビン・ディニ
- 1910年-1936年 : (不明)
- 1936年-1944年 : ハンマド・ビン・フンマド (オボックのスルタン)[4]
- 1936年 : ダウド・ビン・マハンマド (北部のスルタン)[2]
- 1941年 : カッダ・マハンマド・ビン・ブルハン
- 1945年-1950年 : アブド・ビン・カッダ・マハンマド
- 1951年-1984年？ : ダウド・ビン・マハンマド (1936年と同一人物)
- 1984年頃- : オブカリ・ビン・アブド・ビン・カッダ・マハンマド